# Прапор Монтсеррату
Прапор Монтсеррату — один з офіційних символів Монтсеррату. Офіційно затверджений 10 квітня 1909 року. У 1999 році прапор був дещо змінений. Співвідношення сторін прапора 1:2.
На полотні синього кольору у лівому верхньому куті зображений прапор Великої Британії. З правої сторони розміщено герб Монтсеррату.

## Інші прапори

Старий прапор 10 квітня 1909 — 25 січня 1999
Прапор губернатора